# Рокка-ді-Ботте
Рокка-ді-Ботте (італ. Rocca di Botte) — муніципалітет в Італії, у регіоні Абруццо,  провінція Л'Аквіла.
Рокка-ді-Ботте розташована на відстані близько 55 км на схід від Рима, 50 км на південний захід від Л'Акуїли.
Населення — 867 осіб (2014).
Щорічний фестиваль відбувається 30-31 серпня. Покровитель — святий Петро Eremita.

## Демографія
Населення за роками:

Станом на 1 січня 2023 року в муніципалітеті офіційно проживало 76 іноземців з 16 країн, серед них 44 громадяни країн Євросоюзу та 1 громадянин України.

## Сусідні муніципалітети
- Арсолі
- Камерата-Нуова
- Каппадоча
- Червара-ді-Рома
- Орикола
- Перето